# فيليكس إنريكيز ألكالا
فيليكس إنريكيز ألكالا (بالإنجليزية: Félix Enríquez Alcalá)‏ هو مصور سينمائي ومخرج أمريكي، ولد في 7 مارس 1951 في بيكرسفيلد في الولايات المتحدة.

## وصلات خارجية
- فيليكس إنريكيز ألكالا على موقع IMDb (الإنجليزية)
- فيليكس إنريكيز ألكالا على موقع ألو سيني (الفرنسية)
- فيليكس إنريكيز ألكالا على موقع أول موفي (الإنجليزية)
- فيليكس إنريكيز ألكالا على موقع قاعدة بيانات الأفلام السويدية (السويدية)
- فيليكس إنريكيز ألكالا على موقع قاعدة بيانات الفيلم (الإنجليزية)
- فيليكس إنريكيز ألكالا على موقع كينوبويسك (الروسية)